# 美国空军伞降救援队员
美国空军伞降救援队员（英语：Pararescue ，简称PJ，AFSC 1Z1X1），是美国空军特战部队下属的特战部队士兵职业之一，负责执行全方位人员营救行动，包括常规和非常规的战斗救援行动，可以随时在全球范围内执行最危险、最苛刻、最极端的救援任务。美国空军目前有800多名伞降救援队员，大部分被分配到空军常规部队的守护天使部队。还有一小部分伞降救援队员被分配到空军特种作战司令部下属的特种战术部队，他们是领导美国特种作战司令部人员营救行动的特种战术队的重要成员。
仅反恐战争以来，伞降救援队员已经执行了超过12,000次救生、战斗救援任务。在执行这些任务期间，他们还歼灭、俘虏了许多敌方战斗人员。此外，由于具备高水平的救援能力，伞降救援队员还参与了许多民事救援行动，如2005年卡特里娜飓风、2010年海地地震等大规模自然灾害救灾行动。在这些行动中，他们拯救了全球5000多名平民。
伞降救援队员职业是美国空军全部士兵职业中获得荣誉最多的职业，他们的荣誉包括1枚荣誉勋章、12枚空军十字勋章和105枚银星勋章。

## 历史

### 第二次世界大战前
早在1922年，人们就已认识到有必要派遣受过专业训练的人员前往偏远地区救援机组人员。陆军医疗部队军医阿尔伯特·E·特鲁比上校预言，未来将使用“空中救护飞机”将医护人员运送至坠机现场，并将伤员转送至医疗机构进行治疗。
然而，直到二十年后，随着技术的发展与实际需求的增长，才促成了后来被称为空军伞降救援队的诞生。
尽管如此，一些关键技术在当时已开始发展。1940年，美国森林服务局的两位空降消防员厄尔·库利与鲁弗斯·鲁滨逊，展示了使用新发明的“可操控降落伞（steerable parachute）”能够将跳伞员精准降落至指定区域。这类降落伞及消防员所采用的技术，与当时陆军空降部队使用的完全不同。同年，利奥·P·马丁医生成为首位接受美国林务局空降消防员降落伞训练中心培训的“伞降医生”（para-doctor），该中心位于蒙大拿州西利湖。

### 第二次世界大战
在美国参战的最初几个月里，对空降救援的需求非常有限。然而，随着战争的推进，美国开始发动战略轰炸行动，此时空降救援逐渐开始发挥关键作用。
伞降救援队开始在各战区组建，并由各单位指挥官指挥。尽管训练方式、技术手段与装备各不相同，但始终遵循一项不变的原则：
“在有确凿证据表明无人生还之前，救援部队必须始终假设每次坠机事件中有人幸存。”
在美国本土，对坠毁飞行员的搜救任务主要由隶属于陆军航空队指挥的民间航空巡逻队负责。巡逻队通常在发现坠机现场后派遣地面救援人员前往，但有时也会使用小型飞机降落进行救援，并曾进行过伞降救援小组的试验性探索。
随着加拿大于1939年加入第二次世界大战，前加拿大战斗机王牌飞行员沃普·梅被任命负责培训工作，并接管位于艾伯塔省埃德蒙顿的第2航空观察员学校。埃德蒙顿是当时A-20“波士顿”、B-26“掠夺者”，尤其是B-25“米切尔”轰炸机作为租借法案飞往苏联途中常见的中转站。这些飞机因机械或导航故障而坠毁时，机组人员常常能在初期幸存，却最终因无法脱困而在荒野中丧生。当这些事故发生时，梅的学校经常被请求提供飞机协助搜寻坠机地点，但即便发现了失事地点，往往也无能为力提供进一步救援。对此，梅决定主动解决这个问题。
1942年初，沃普·梅（Wop May）从他负责的民用工作人员中征募志愿者，大约有十人响应加入。起初他们几乎没有任何装备，训练内容基本只有“跳伞并拉开伞绳”，而风向估算则是通过从飞机门口丢下一本伊顿百货目录来判断。最初的跳伞作业显得相当滑稽。到了1943年初，梅派出两名志愿者——欧文·哈格里夫斯和斯科蒂·汤普森，前往蒙大拿州米苏拉市的美国林务局空降消防员学校接受专业训练。六周后，两人带着借用的可操控降落伞装备返回，并开始训练另外两位志愿者—威尔弗雷德·里维特与劳里·波尔森。不久后，这支小组便开始执行实际跳伞救援任务。到了1944年，梅的坚持终获成果，一项正式的伞降救援培训计划得以启动。因其开创性工作，梅于1947年被美国陆军航空军授予铜棕榈自由勋章。
在欧洲战区，地面救援的机会非常有限。大多数飞行任务都在敌占区上空执行，一旦迫降，机组人员几乎会立即被俘。在英国地区，英国军方当时正在组建自己的皇家空军山地救援队，该部队主要借鉴了民间山地救援的经验与理念。皇家空军飞行救援队曾多次从美国陆军航空队坠机事故中救出美军机组人员，或协助回收遗体。由于海上飞行任务中的坠机事件造成了大量人员伤亡，美国陆军第八航空队于1943年成立了一支“海上救援小组”。从该组织创建起至战争结束，海上坠落飞行员的救援成功率从不到5%提高至40%以上。
在广阔的太平洋战区，飞机坠毁几乎意味着机组人员将因暴露在恶劣环境中而丧命。为此，美军在战区内组建了数个专门用于协助和救援坠机飞行员的中队，无论是在海上还是岛屿上执行任务，都取得了显著成效。
中国-缅甸-印度战区（CBI）被认为是后来空军战斗救护队的发源地。该地区的作战环境独特：飞机通常需进行长距离的陆上飞行，穿越敌人控制松散但又充满危险的区域，机组人员在坠机后生还的可能性相对较高。CBI战区最具代表性的航线是著名的“驼峰航线”——运输机每天从印度出发，携带数千吨至关重要的战争物资，飞越喜马拉雅山脉的脊梁，运往中国。每天都有数千名飞行员与乘客乘坐C-46或C-47运输机，冒着生命危险完成这一航线。然而，由于机械故障、恶劣天气或人为失误，许多飞机从未抵达目的地。在这些坠机事件中，被迫跳伞或紧急迫降的机组人员往往需要数周时间穿越荒野、寻找回到文明世界的道路。他们必须忍受恶劣天气、极度缺乏食物，以及在坠机中受伤后的痛苦挣扎。
前特技飞行员约翰·L·“布莱基”·波特上尉，被认为是该战区首支有组织空中救援部队的指挥官。这支被称为“布莱基小队的部队最初配备了两架C-47运输机，驻扎于印度查布阿地区。他们最早的一次救援行动发生在1943年8月，任务是营救一架失事的C-46运输机中跳伞的20名人员，地点在缅甸那加地区，那里不仅有日军部队，还有食人部落的存在。这20人中包括著名的CBS记者埃里克·塞瓦瑞德。机组人员成功发现了失踪人员，并向他们投放了补给物资。随后，联队飞行军医唐·弗里金格中校与两名战斗外科技术员理查德·S·帕西中士和威廉·G·麦肯齐下士，从搜索飞机上伞降至地面，为伤员提供协助与医疗照护。与此同时，一支地面救援小组也向遇险地点推进，最终全部20人徒步走出危险区域，成功获救。尽管当时伞降救援尚未获得官方授权，但这次行动被美国空军战斗救护队员（PJ）视为空军伞降救援的起源。
获救的记者埃里克·塞瓦瑞德在谈及他的救援者时说道：“Gallant（英勇）是一个珍贵的词：他们当之无愧。”
然而，仅仅几个月后，在一次救援任务中波特上尉与其驾驶的B-25战机被击落，波特上尉在此次行动中牺牲。
1944年，威廉·H·特纳将军接管了中缅印战区的空运司令部。他认为当时的救援行动是一种“冒险性行动”，于是任命唐纳德·C·普赖瑟少校为第1352陆军航空队基地部队指挥官，并为其分配了多架用于救援任务的飞机。除了固定翼飞机外，当时还首次向战区部署了早期型直升机用于救援任务，这也标志着旋翼机与空中救援之间长期关系的开端。

### 第二次世界大战后
鉴于对统一搜救行动的需求不断增长，陆军航空队于1946年5月29日成立了空中救援队。任务是营救在远离基地发生的飞行事故、坠机、迫降、迫降海面或跳伞弃机中的机组人员，并具备全球部署能力，以支援遍布世界各地的空中行动。
在空军基地周边区域，搜救任务通常由基地指挥官负责，调动配属的救援直升机部队进行行动。但由于当时飞机在航程和载重上的限制，这些部队的搜救范围最多只能覆盖基地方圆135英里（约217公里）。为了突破这一局限，美国空军于1947年7月1日正式组建伞降救护队，并在当年11月部署了首批救援小队。每支小队由一名伞降医生和四名接受专业训练的伞降救护技术员组成，队不仅具备医疗急救能力，还掌握野外生存、战术行动与救援技术。伞降救护队的主要任务是营救在远程轰炸与运输任务中失事的机组人员，并在接到请求时，为其他单位提供空中搜救支援。这一力量的建立，为美军日后在全球范围内执行高风险搜救任务奠定了基础。
1947年，一次成功的救援任务成为推动正式组建空军伞降救护队的关键契机。
当年5月，波普·B·霍乐迪上尉从一架OA-10“卡特琳娜”水上飞机跳伞进入尼加拉瓜的丛林深处，为一名从失事的B-17“飞行堡垒”轰炸机跳伞逃生的机组成员提供紧急医疗救助。凭借这次无畏的行动，霍乐迪医生获得了铜星勋章，并被尊为伞降救护队历史上的早期传奇人物之一。
在伞降救护队刚成立后不久，第五救援中队就在佛罗里达州的麦克迪尔空军基地开办了第一期伞降救援与生存训练学校。这所学校的教官来自各个军种，都是经验丰富、实战背景强的军官和士兵。
第一任校长是佩里·C·埃蒙斯中尉，他在二战期间曾被派往战略情报局执行任务。战争结束时，埃蒙斯带领六名部下从泰国救出了多名战俘，这支小队因此获得了“佩里与海盗”的绰号，灵感来自当时著名的连环漫画《特里与海盗》。
战后，埃蒙斯还前往佐治亚州本宁堡空降学校接受跳伞训练，成为美国空军历史上第二位具备跳伞资格的飞行员。他的经历，既代表了那个时代的冒险精神，也为伞降救援队的专业化发展奠定了基础。

#### 重击火鸡号事件
1947年末，编号为“重击火鸡”的B-29轰炸机在阿拉斯加坠毁，这起事件深刻凸显了建立专业、训练有素的伞降救援队的重要性。
12月21日，这架B-29撞山失事，直到27日，残骸才被发现。当时，医疗军官艾伯特·C·金尼中尉、一级军士长桑塞尔·A·伦敦，以及空军寒区生存专家、五级技术士官列昂·J·凯西三人自愿跳伞前往距离诺姆以北约95英里（约153公里）的坠机现场。然而，他们三人都没有受过伞降救援相关训练。任务环境极其恶劣，现场能见度低、气温极寒且风力强劲，三人不幸全部罹难。凯西的遗体在距离坠机地点约7英里（11公里）处被发现，显然是被地面强风吹离了原地。与此同时，机组中另外两名试图步行求援的人员也在距残骸不远处死亡。两天后，民间飞行员威廉·芒茨和弗兰克·惠利终于抵达现场，发现留在飞机残骸旁的其余六名机组人员全部幸存。而金尼中尉的遗体直到翌年7月才被找到。这场悲剧进一步证明，仅靠勇气远远不够，必须建立能够应对极端环境的、具备专业能力的伞降救护部队。
1949年，由于当时军医资源短缺，伞降救护队中的空降医护兵开始由医疗勤务军官替代。这些军官接受了与伞降救援队员相同的训练，以胜任任务需求。而就在这段时间，空军在阿拉巴马州冈特空军基地的航空医学学校设立了空降救援专家课程。该课程旨在教授伞降救援队员判断伤情、评估伤势严重程度并实施急救治疗的相关技能。

### 朝鲜战争
随着伞降救援队的发展，PJ小组被编入每一个伞降救援中队，以实现全球范围的任务区域覆盖。到1950年，原本各自独立运作的伞降救援中队全部整合至空中救援部队体系之下统一指挥。
1950年，朝鲜越过三八线发动进攻，朝鲜战争随之爆发。这场冲突成为伞降救援部队将训练付诸实战、并将理论转化为行动方针的重要契机。
其中一个关键的新概念是在敌后营救受困人员。与此同时，从靠近前线的救护站后送重伤员也成为救援队的核心任务之一。这两项任务构成了救援队在朝鲜战争中的主要职责。
在这些任务中，伞降救援队员是空中救援机组的常规组成部分。他们具备的医疗和战术技能，使他们在此类撤离与营救任务中发挥了至关重要的作用。
伞降救援队员在执行任务时，经常需要离开搭载他们的直升机，深入现场协助待救人员。这类任务往往意味着他们必须长时间滞留在敌后区域，并在陆地上徒步行进数英里。其中最长的一次这类“孤狼任务”持续了整整72小时。
到1953年战争结束时，空中救援部队共后送了八千多名重伤员，并从敌后成功营救了近一千人。

### 越南战争
越南战争对伞降救援队来说是一场具有转折意义的冲突。随着美国空军作战规模的扩大，对伞降救援队的需求也随之增加。直升机的使用引入了新的战术，利用其速度、航程和支援能力来执行救援任务。
为了提升救援效率，美军组建了包括前线空中管制员、地面救援掩护（如AH-1“眼镜蛇”或A-1“桑迪”）、战斗空中巡逻、用于协调任务和为空中加油的HC-130“大力神”，以及用于快速营救被击落飞行员的HH-3、HH-43“哈士奇”和HH-53“超级快乐绿巨人”等直升机在内的救援作战编队。
由美国空军精英消防员，空降救护员/消防员组成的空降救援部队也参与了这些行动。伞降救援队是这类救援任务的重要组成部分，既负责为受伤飞行员提供医疗援助，也具备寻找昏迷或死亡失踪人员的能力。伞降救援队员会被投送至地面，执行有限地面作战搜索任务，而护航部队则保持威慑巡逻，以便随时提供支援。有时，他们还会被派遣去搜寻正在逃避敌军追捕的人员，这类任务可能会持续数日之久。
在冲突期间，伞降救护队建立了极为出色的战绩：
美国空军仅有19名飞行员获得了空军十字勋章，其中有10枚获得者为伞降救援队员，充分体现了他们在战斗与救援中的英勇表现。

### 现代
在反恐战争期间以及之后，美国空军伞降救援队在伊拉克和阿富汗持续发挥着至关重要的作用。他们经常与其他特种部队随队部署协同作战，在战场上奋勇作战并拯救生命。

## 所属单位及驻地
伞降救援队员的所属单位包括空军常规部队的守护天使部队（Guardian Angel）和空军特种作战司令部下属的特种战术部队（Special Tactics）。

### 守护天使部队
单位名称后带有缩写的为守护天使部队。
- 美国空军战斗司令部
  -  第15航空队（英语：Fifteenth Air Force）
    -  第23联队（英语：23rd Wing）
      -  第347救援大队（英语：347th Rescue Group）[11]
        -  第38救援中队（英语：38th Rescue Squadron）（38 RQS），佐治亚州穆迪空军基地

    -  第355联队（英语：355th Fighter Wing）
      -  第563救援大队（英语：563rd Rescue Group）
        -  第48救援中队（英语：48th Rescue Squadron）（48 RQS），亚利桑那州戴维斯-蒙森空军基地[12]
        -  第58救援中队（英语：58th Rescue Squadron）（58 RQS），内华达州内利斯空军基地[13]
        -  第68救援中队（68 RQS），亚利桑那州戴维斯-蒙森空军基地
- 美国驻欧空军暨美国非洲司令部空军
  -  第3航空队
    -  第31战斗机联队（英语：31st Fighter Wing）
      -  第31作战大队（英语：31st Operations Group）
        -  第57救援中队（英语：57th Rescue Squadron）（57 RQS），意大利弗留利-威尼斯朱利亚大区阿维亚诺空军基地
- 美国太平洋空军
  -  第5航空队
    -  第18联队（英语：18th Wing）
      -  第18作战大队（英语：18th Operations Group）
        -  第31救援中队（英语：31st Rescue Squadron）（31 RQS），日本冲绳县嘉手纳空军基地[14]
- 美国空军国民警卫队
  -  纽约空军国民警卫队（英语：New York Air National Guard）
    -  第106救援联队（英语：106th Rescue Wing）
      -  第106作战大队
        -  第103救援中队（英语：103d Rescue Squadron）（103 RQS），纽约州弗朗西斯·S·加布莱斯基空军国民警卫队基地（英语：Francis S. Gabreski Air National Guard Base）

  -  加利福尼亚空军国民警卫队（英语：California Air National Guard）
    -  第129救援联队（英语：129th Rescue Wing）
      -  第129作战大队
        -  第131救援中队（英语：131st Rescue Squadron）（131 RQS），加利福尼亚州莫菲特联邦机场（英语：Moffett Federal Airfield）

  -  阿拉斯加空军国民警卫队（英语：Alaska Air National Guard）
    -  第176联队（英语：176th Wing）
      -  第176作战大队
        -  第212救援中队（英语：212th Rescue Squadron）（212 RQS），阿拉斯加州埃尔门多夫-理查德森联合基地（英语：Joint Base Elmendorf–Richardson）
- 美国空军预备役司令部
  -  第10航空队
    -  第920救援联队（英语：920th Rescue Wing）
      -  第920作战大队
        -  第308救援中队（英语：308th Rescue Squadron）（308 RQS），佛罗里达州帕特里克太空军基地

      -  第943救援大队（英语：943rd Rescue Group）
        -  第304救援中队（英语：304th Rescue Squadron）（304 RQS），俄勒冈州波特兰空军国民警卫队基地
        -  第306救援中队（306 RQS），亚利桑那州戴维斯-蒙森空军基地

### 特种战术部队
单位名称后带有缩写的为特种战术部队；驻地省略表示该单位和上级单位驻扎同一地点。
- 美国空军特种作战司令部
  -  第24特种作战联队（24 SOW），佛罗里达州赫尔伯特机场（英语：Hurlburt Field）
    -  第720特种战术大队（英语：720th Special Tactics Group）（720 STG）
      -  第21特种战术中队（英语：21st Special Tactics Squadron）（21 STS），北卡罗来纳州波普机场（英语：Pope Field）
      -  第22特种战术中队（英语：22nd Special Tactics Squadron）（22 STS），华盛顿州刘易斯-麦科德联合基地
      -  第23特种战术中队（英语：23rd Special Tactics Squadron）（23 STS）
      -  第26特种战术中队（英语：26th Special Tactics Squadron）（26 STS），新墨西哥州坎农空军基地
      -  第720作战支援中队（720 OSS）

    -  第724特种战术大队（英语：724th Special Tactics Group）（724 STG），北卡罗来纳州波普机场
      -  第24特种战术中队（英语：24th Special Tactics Squadron）（24 STS）
      -  第724作战支援中队（724 OSS）

    -  特种战术训练中队（STTS）

  -  第353特种作战联队（英语：353rd Special Operations Wing）
    -  第320特种战术中队（英语：320th Special Tactics Squadron）（320 STS），日本冲绳县嘉手纳空军基地

  -  第352特种作战联队（英语：352nd Special Operations Wing）
    -  第752特种作战大队（英语：752nd Special Operations Group）
      -  第321特种战术中队（英语：321st Special Tactics Squadron）（321 STS），英国萨福克郡英国皇家空军米尔登霍尔基地
- 美国空军国民警卫队
  -  肯塔基空军国民警卫队（英语：Kentucky Air National Guard）
    -  第123空运联队（英语：123rd Airlift Wing）
      -  第123作战大队
        -  第123特种战术中队（英语：123rd Special Tactics Squadron）（123 STS），肯塔基州路易维尔空军国民警卫队基地

  -  俄勒冈空军国民警卫队（英语：Oregon Air National Guard）
    -  第142联队（英语：142nd Fighter Wing）
      -  第142作战大队
        -  第125特种战术中队（英语：125th Special Tactics Squadron）（125 STS），俄勒冈州波特兰空军国民警卫队基地